# 수원역시외버스정류장
수원역시외버스정류장은 경기도 수원시 팔달구 매산로1가에 위치한 대한민국의 시외버스 정류장이다. 수원역 근처에 있으며, 수원역 광장 쪽 정류장과 역전시장 쪽 정류장으로 구분된다.

## 수원역광장 시외버스정류장
수원역 광장 건너편 편의점 앞에 매표소와 승차장이 있다. 수원종합버스터미널 또는 서수원시외버스터미널을 기점으로 하는 시외버스 중 일부가 이 곳에서 정차한다. 수원 출발 기준 약 10분 뒤에 이 곳에 도착한다. 시내버스인 3000번 직행좌석버스도 이 정류장에 정차한다.
| 운행 노선     | 운행업체          | 운행구간 | 운행구간 | 운행구간 | 경유지                                                                                | 배차 간격 | 시간표                                          |
| ------------- | ----------------- | -------- | -------- | -------- | ------------------------------------------------------------------------------------- | --------- | ----------------------------------------------- |
| 3000 직행좌석 | 경진여객          | 수원역   | ↔        | 강남역   | 팔달문, 장안문, 한일타운, 파장동, 의왕요금소, 선바위역, 서초역→강남역→양재역→시민의숲 | 6~13분    | 04:40~01:05                                     |
| R8426         | 경일여객          | 수원역   | ↔        | 김포     | 서수원, (군포시청), 고촌, 김포고등학교                                                | 7회       | 첫차: 06:40 (수원 기준) 막차: 21:00 (수원 기준) |
| R8448         | 경기고속 대원고속 | 수원역   | ↔        | 안성     | 수원, 아주대, 영통 입구, 신갈, 주은풍림아파트, 공도, 대림동산, 중앙대 (안성)          | 2회       | 14:00, 16:00                                    |
| R8450         | 용남고속          | 수원역   | ↔        | 고양화정 | 경기도인재개발원, 의왕고천, 비산동, 관악역, 고양백석                                  | 50~70분   | 첫차: 06:30 (수원 기준) 막차: 21:30 (수원 기준) |
| 8471 직행좌석 | 경진여객          | 수원역   | ↔        | 안중     | 봉담, 장안대학, 발안, 상신리, 구문천리, 요당리, 청북읍사무소, 용성리                  | 4회       | 06:30, 10:20, 15:10, 19:20                      |
| 8472 직행좌석 | 경진여객          | 수원역   | ↔        | 안중     | 봉담, 장안대학, 발안, 상신리, 구문천리, 요당리, 청북읍사무소, 청북신도시              | 40분      | 첫차: 05:00 (수원 기준) 막차: 22:40 (수원 기준) |
| R8805         | 경기고속          | 수원역   | ↔        | 인천     | 무정차                                                                                | 4회       | 09:10, 12:40, 16:40, 20:30                      |
| 9802 직행좌석 | 경진여객          | 수원역   | ↔        | 조암     | 봉담, 장안대학, 해병대사령부, 해창리, 수촌리, 금의리, 어은리                          | 20~30분   | 첫차: 05:00 (수원 기준) 막차: 23:00 (수원 기준) |

## 역전시장 시외버스정류장
근처에 '역전시장' 시내버스정류장이 있다. 시외버스정류장 표지판만 있으며 매표소는 없다. 수원종합버스터미널을 기점으로 하는 시외버스 중 일부가 이 곳에서 정차한다. 수원 출발 기준 약 10분 뒤에 이 곳에 도착한다.
| 운행 노선 | 운행업체          | 운행구간 | 운행구간 | 운행구간 | 경유지 | 배차 간격 | 시간표                                          |
| --------- | ----------------- | -------- | -------- | -------- | --- | --------- | ----------------------------------------------- |
| R737      | 선진고속          | 수원역   | ↔        | 부평역   | 구운동, 상록수역, 안산시청, 안산역, 시화지구, 월곶, 대야동, 부천역, 중동역, 일신동                                     | 15분      | 첫차: 05:15 (수원 기준) 막차: 22:00 (수원 기준) |
| R8821     | 선진고속          | 수원역   | ↔        | 부천     | 구운동, 송내 | 30~40분   | 첫차: 06:00 (수원 기준) 막차: 21:40 (수원 기준) |
| R8850     | 경기고속 대원고속 | 수원역   | ↔        | 용현동   | 부곡동, 수암동, 목감동, 매화동, 은행동, 신천동, 만수동 하이웨이주유소, 구월동, 인천시청 후문, 주안버스터미널, 제물포역 | 15~20분   | 첫차: 05:40 (수원 기준) 막차: 22:20 (수원 기준) |
| R8851     | 선진고속 대원고속 | 수원역   | ↔        | 용현동   | 부곡동, 수암동, 목감동, 매화동, 은행동, 신천동, 만수동 하이웨이주유소, 구월동, 인천시청 후문, 주안버스터미널, 제물포역 | 15~20분   | 첫차: 05:40 (수원 기준) 막차: 22:20 (수원 기준) |

## 특이사항
- 승차권은 수원역 광장 시외버스정류장에서 정차하는 시외버스에 대해서만 구입 가능하다. 역전시장 시외버스정류장에서는 승차권 구입이 불가능하며 교통카드 또는 현금을 이용해 승차한다.
- 일부 행선지 시외버스는 시간표 게시가 되어 있지 않다. 이런 경우에는 수원터미널 기준 시간표를 참고해야 한다.

## 같이 보기
- 수원역
- 수원역 환승센터